# Banderas (Band)
Banderas war ein 1991 gegründetes britisches Dance- und Popduo, das aus der Geigerin und Keyboarderin Sally Herbert sowie der Sängerin Caroline Buckley bestand.

## Bandgeschichte
Gemeinsam mit dem Produzenten Stephen Hague entstand das einzige Album der Formation, Ripe. Die Platte schaffte im April 1991 den Einstieg in die UK-Charts und erreichte dort Platz 40. Trotz der Mitwirkung von Jimmy Somerville (Backing Vocals), Johnny Marr (Gitarre) und Bernard Sumner von New Order (Backing Vocals, Gitarre) blieb das Album auf dem europäischen Festland unbeachtet.
Die Vorabsingle This Is Your Life stieg bereits im Februar des Jahres auf Platz 16 der britischen Hitparade und wenig später auf Platz 22 in Deutschland. Im Mai kletterte der Titel bis auf Platz 18 in der Schweiz, im Juni auf Platz 24 in Österreich und auf Platz 34 der US-Dance-Charts.
Die Auskopplung She Sells, die im Vereinigten Königreich auf Platz 41 kam, wurde im Juni veröffentlicht. May This Be Your Last Sorrow, ein weiterer Track vom Album, erschien im August und verfehlte eine Chartplatzierung. Daraufhin trennte sich das Duo.

## Diskografie

### Alben
| Jahr | Titel Musiklabel    | Höchstplatzierung, Gesamtwochen, AuszeichnungChartsChartplatzierungen (Jahr, Titel, Musiklabel, Platzierungen, Wochen, Auszeichnungen, Anmerkungen) | Anmerkungen                                                  |
| Jahr | Titel Musiklabel    | UK | Anmerkungen                                                  |
| ---- | ------------------- | --- | ------------------------------------------------------------ |
| 1991 | Ripe London 828 247 | UK40 (3 Wo.)UK | Erstveröffentlichung: 1. April 1991 Produzent: Stephen Hague |

### Singles
| Jahr | Titel Album            | Höchstplatzierung, Gesamtwochen, AuszeichnungChartplatzierungen (Jahr, Titel, Album, Platzierungen, Wochen, Auszeichnungen, Anmerkungen) | Höchstplatzierung, Gesamtwochen, AuszeichnungChartplatzierungen (Jahr, Titel, Album, Platzierungen, Wochen, Auszeichnungen, Anmerkungen) | Höchstplatzierung, Gesamtwochen, AuszeichnungChartplatzierungen (Jahr, Titel, Album, Platzierungen, Wochen, Auszeichnungen, Anmerkungen) | Höchstplatzierung, Gesamtwochen, AuszeichnungChartplatzierungen (Jahr, Titel, Album, Platzierungen, Wochen, Auszeichnungen, Anmerkungen) | Höchstplatzierung, Gesamtwochen, AuszeichnungChartplatzierungen (Jahr, Titel, Album, Platzierungen, Wochen, Auszeichnungen, Anmerkungen) | Anmerkungen |
| Jahr | Titel Album            | DE | AT | CH | UK | Dance | Anmerkungen |
| ---- | ---------------------- | --- | --- | --- | --- | --- | --- |
| 1991 | This Is Your Life Ripe | DE22 (17 Wo.)DE | AT24 (2 Wo.)AT | CH18 (5 Wo.)CH | UK16 (10 Wo.)UK | Dance34 (6 Wo.)Dance | Erstveröffentlichung: 11. Februar 1991 Backing Vocals: Bernard Sumner Gitarre: Johnny Marr Autoren: Caroline Buckley, Roger Swallow |
| 1991 | She Sells Ripe         | — | — | — | UK41 (6 Wo.)UK | — | Erstveröffentlichung: 3. Juni 1991 Backing Vocals: Stevie Lange Autoren: Caroline Buckley, Sally Herbert                            |

Weitere Singles
- 1991: May This Be Your Last Sorrow (VÖ: August)
- 2010: This Is Your Life (Mixes) (7th Heaven feat. Banderas; VÖ: 6. Juli)